# Cordall Stacks
Die Cordall Stacks sind zwei markante Brandungspfeiler (englisch stacks) vor der Nordwestküste von Bird Island. Sie liegen 500 m nordwestlich der Jordan Cove, wobei der östlichere von beiden über einen niedrigen Isthmus mit der Insel verbunden ist.
Das UK Antarctic Place-Names Committee benannte sie 1961 nach Peter Ainsworth Cordall (* 1930), Teilnehmer an der britischen South Georgia Biological Expedition (1958–1959), der geodätische Vermessungen von Bird Island durchgeführt hatte.